# Governo Michel II
Il Governo Michel II è stato il 95º governo del Belgio, il secondo guidato da Charles Michel.
Si è trattato di un governo di coalizione di minoritario di centro composto dai Cristiano-Democratici e Fiamminghi (CD&V), i Liberali e Democratici Fiamminghi Aperti (Open Vld) e il Movimento Riformatore (MR).

## Storia
Il governo è entrato in carica il 9 dicembre 2018 in seguito all'uscita della N-VA dal governo Michel I. È ancora costituzionalmente lo stesso governo di quello iniziato nel 2014, anche se è un governo pesantemente rimescolato dopo le dimissioni di tutti i ministri e i segretari di stato della N-VA. Politicamente, tuttavia, si trova in una situazione completamente diversa, in quanto non ha alcun supporto da parte della N-VA e quindi opera come un nuovo governo.
Il 10 dicembre diversi partiti hanno chiesto al governo di proporre una mozione di fiducia.
Michel ha cercato di continuare nel suo incarico con un governo di minoranza con il sostegno dell'opposizione di centro sinistra, che ha invece annunciato il 18 dicembre di presentare una mozione di sfiducia contro il governo.
Il 18 dicembre, il Premier Michel ha offerto le sue dimissioni al re Filippo.
Il 20 dicembre, la Camera dei rappresentanti ha votato quasi all'unanimità un progetto di bilancio per consentire la spesa provvisoria per i primi tre mesi del 2019 sulla base del bilancio del 2018.
Il re ha accettato le dimissioni di Michel il 21 dicembre dopo aver consultato i leader di partito. Il governo uscente continua a governare come governo provvisorio fino a dopo le elezioni del Parlamento europeo, le elezioni regionali e federali belghe del 26 maggio 2019.
Il 27 ottobre 2019 entra in carica il Governo Wilmès I.

## Composizione
Movimento Riformatore (MR)
     Cristiano-Democratici e Fiamminghi (CD&V)
     Liberali e Democratici Fiamminghi Aperti (Open Vld)
| Carica o ministero                                                         | Titolare | Titolare | Titolare                | Partito  |
| -------------------------------------------------------------------------- | -------- | -------- | ----------------------- | -------- |
| Primo ministro                                                             |          |          | Charles Michel          | MR       |
| Vice Primo ministro, Lavoro, economia e consumatori                        |          |          | Kris Peeters            | CD&V     |
| Vice Primo ministro, Finanze, cooperazione allo sviluppo                   |          |          | Alexander De Croo       | Open Vld |
| Vice Primo ministro, Affari esteri ed europei, difesa                      |          |          | Didier Reynders         | MR       |
| Sicurezza e interno                                                        |          |          | Pieter De Crem          | CD&V     |
| Giustizia                                                                  |          |          | Koen Geens              | CD&V     |
| Affari sociali, sanità pubblica, asilo e immigrazione                      |          |          | Maggie De Block         | Open Vld |
| Previdenza                                                                 |          |          | Daniel Bacquelaine      | MR       |
| Energia, ambiente e sviluppo sostenibile                                   |          |          | Marie-Christine Marghem | MR       |
| Bilancio e servizio civile                                                 |          |          | Sophie Wilmès           | MR       |
| Mobilità                                                                   |          |          | François Bellot         | MR       |
| Classi medie, lavoratori autonomi, PMI, agricoltura e integrazione sociale |          |          | Denis Ducarme           | MR       |
| Agenda digitale, telecomunicazioni e post                                  |          |          | Philippe De Backer      | Open Vld |